# Italterra
L'Italterra, detta "la nave delle 1000 automobili", fu un mercantile Liberty di tipo standard, varato il 20 luglio 1943, durante la seconda guerra mondiale, dai cantieri New England Shipbuilding Corp di South Portland Maine, denominata in origine Nelson Dingley (1874-1876, 34º governatore del Maine). Acquistato dall'armatore Italnavi di Genova, dopo essere stato rimotorizzato con motori Diesel Fiat da 3.600 cavalli e aver subito importanti modifiche strutturali, fu trasformato in motonave nel 1953 presso i cantieri di Taranto; nei primi anni di servizio, la nave trasportava prevalentemente grano, carbone e altri beni di prima necessità.
Nuovamente varato nel maggio 1957, il mercantile venne utilizzato per conto della FIAT per il trasporto di automobili negli Stati Uniti e in Canada che raggiungeva mensilmente, partendo dal porto di Savona o Genova verso New York, Los Angeles, San Francisco e Vancouver. La nave viaggiava carica di circa mille vetture, trasportando prevalentemente 1100, 600 e la 500 America in diverse versioni.
Nel 1965 passò all'armatore Salvatores & Co con il nome di Bayport. 
Venne demolita nel 1972.

## Navi gemelle
- Italmare
- Italvega